# Norwood (film)
Pour les articles homonymes, voir Norwood.
Pour plus de détails, voir Fiche technique et Distribution.
Norwood est un film américain réalisé par Jack Haley Jr., sorti en 1970.

## Fiche technique
- Titre : Norwood
- Réalisation : Jack Haley Jr.
- Scénario : Marguerite Roberts d'après le roman de Charles Portis
- Photographie : Robert B. Hauser
- Pays de production : États-Unis
- Format : Couleurs - Mono
- Genre : comédie
- Durée : 96 minutes
- Date de sortie : 1970

## Distribution
- Glen Campbell : Norwood Pratt
- Kim Darby : Rita Lee Chipman
- Joe Namath : Joe William Reese
- Carol Lynley : Yvonne Phillips
- Pat Hingle : Grady Fring
- Tisha Sterling : Marie
- Dom DeLuise : Bill Bird
- Leigh French : Vernell Bird
- Meredith MacRae : Kay
- Billy Curtis : Edmund B. Ratner
- Edith Atwater : passagère du bus
- Virginia Capers : Ernestine
- Jack Haley : Mr. Reese
- David Huddleston : Oncle Lonnie